# Панасівська волость
Панасівська волость — історична адміністративно-територіальна одиниця Новомосковського повіту Катеринославської губернії.
Станом на 1886 рік складалася з 11 поселень, 11 сільських громад. Населення — 2950 осіб (1485 чоловічої статі та 1465 — жіночої), 1036 дворових господарств.
|                    | Площа, десятин | У тому числі орної, дес. |
| ------------------ | -------------- | ------------------------ |
| Сільських громад   | 2508           | 2090                     |
| Казенної власності | 17496          | 2602                     |
| Іншої власності    | 153            | 120                      |
| Загалом            | 20157          | 4812                     |

Найбільші поселення волості:
- Панасівка (Афанасівка) — село при річці Багата за 45 верст від повітового міста, 252 особи, 38 дворів, 2 православні церкви, цегельний завод, лавка.
- Ганнівське — село при озері Свинірськім, 304 особи, 53 двори, цегельний завод.
- Багате — село при річці Багата, 631 особа, 106 дворів.